# جيمس هارتلي
جيمس هارتلي هو سياسي كندي، ولد في 10 نوفمبر 1888 في المملكة المتحدة، وتوفي في 11 أكتوبر 1970 في كندا. حزبياً، نشط في حزب الائتمان الاجتماعي في ألبرتا ‏. وقد انتخب عضو الجمعية التشريعية ألبرتا.